# اوبر لیوته
لوئی اوبر گونزالو لیوته  (۱۷ نوامبر 1854 - ۲۷ ژوئیه ۱۹۳۴) یک ژنرال ارتش فرانسه بود. پس از خدمت در هندوچین و ماداگاسکار، او اولین ژنرال فرانسوی مقیم مراکش از سال ۱۹۱۲ تا ۱۹۲۵ شد. وی همچنین در اوایل سال ۱۹۱۷ مدت کوتاهی به عنوان وزیر جنگ خدمت کرد و از سال ۱۹۲۱ او نشان مارشال فرانسه گرفت. او به عنوان سازنده امپراتوری فرانسه لقب گرفته و در سال ۱۹۳۱ بر روی جلد مجله تایم رفت. لیوته همچنین اولین کسی بود که از اصطلاح «قلب و ذهن» به عنوان بخشی از استراتژی خود برای مقابله با شورش پرچم‌های سیاه در طول مبارزات تونکین در سال ۱۸۹۵ استفاده کرد.

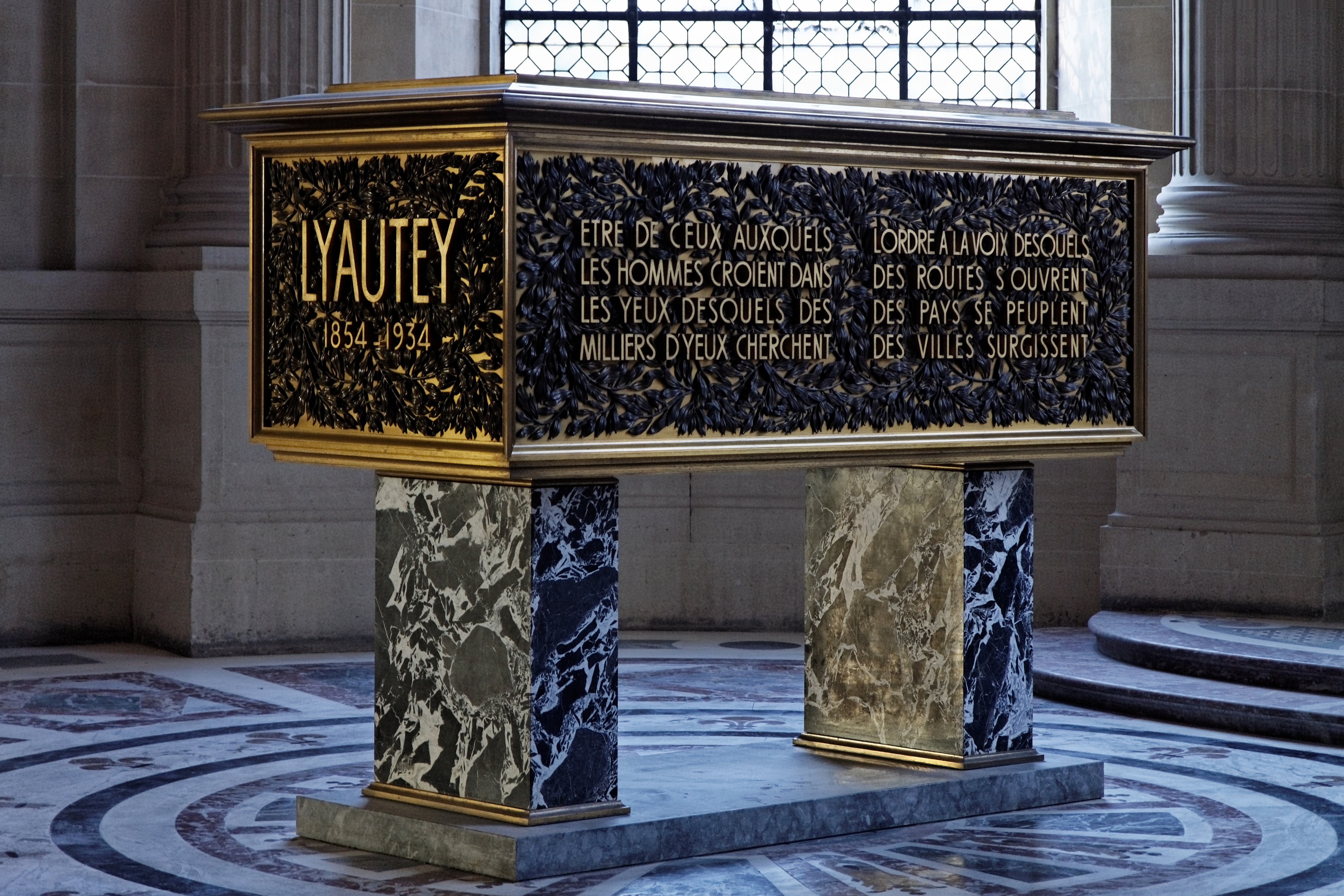
تابوت مارشال لیوته در لزنولید، پاریس

## همجنس‌گرایی
لیوته را «شاید برجسته‌ترین یا بدنام‌ترین همجنس‌گرای فرانسه» نامیده‌اند. نخست‌وزیر ژرژ کلمانسو —که لیوته مانند اکثر سیاستمداران او را تحقیر می‌کرد— نقل شده‌است که گفته‌است:
اینجا مردی تحسین‌برانگیز و شجاع خوابیده است که تخم‌هایش در کونش بود (استعاره از اینکه شجاع بود) ولی متاسفانه گاهی این تخم‌ها متعلق به خودش نبود

### یادداشت
1. ↑  مارشال در فرانسه یک نشان است و درجه نظامی نیست
2. ↑  تلفظ فرانسوی: [ybɛʁ ljotɛ]